# Südrhodesien

Flagge Südrhodesiens (1964–1968)

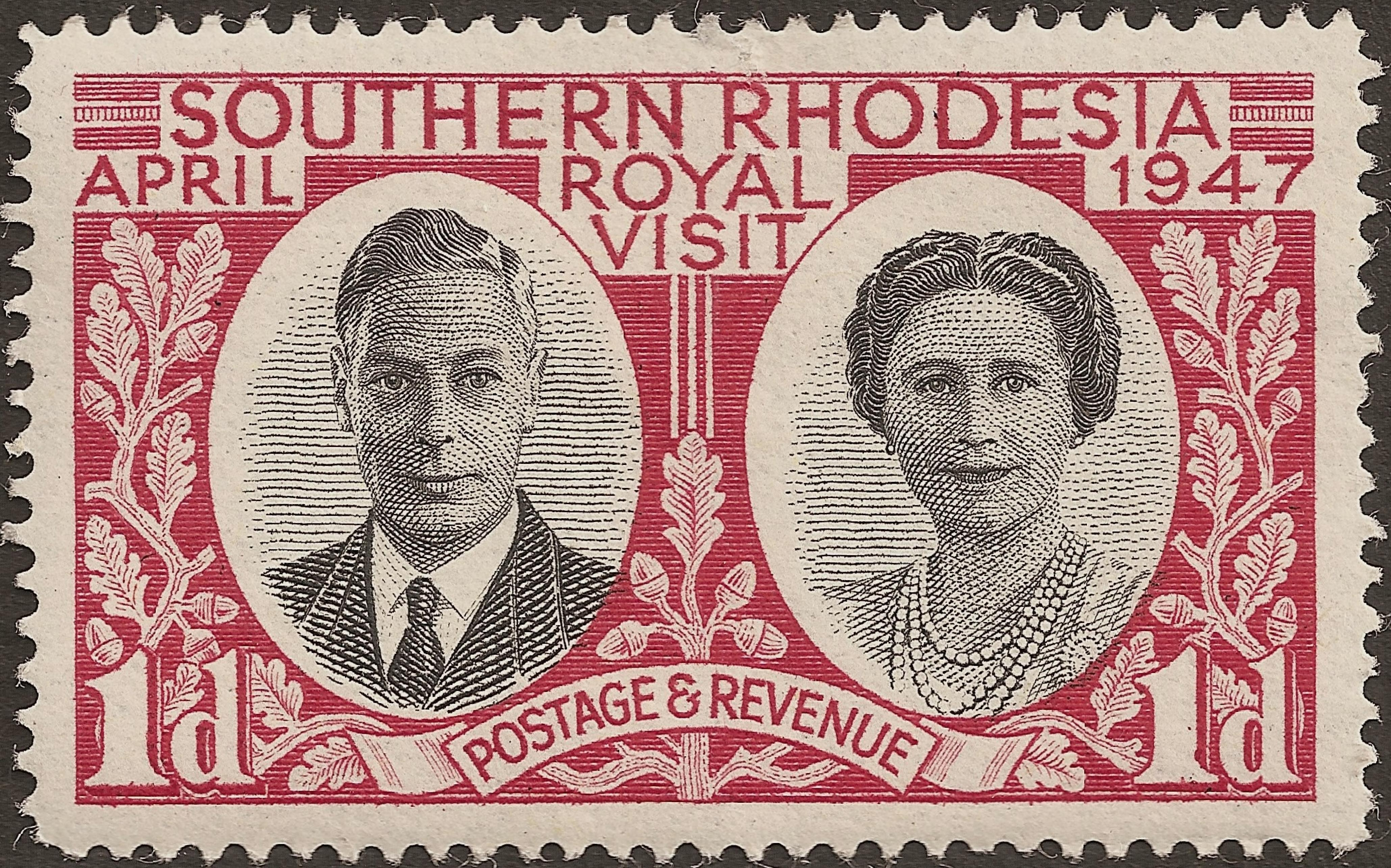
Briefmarke von Südrhodesien, 1947

Südrhodesien (englisch Southern Rhodesia) war der Name der ab 1923 bestehenden britischen Kronkolonie im südlichen Afrika, die sich 1965 als Rhodesien unter einer weißen Minderheitsregierung einseitig für unabhängig erklärte und 1980 nach Wahlen unter Beteiligung aller politischen Gruppen als Republik Simbabwe (englisch Zimbabwe) eine schwarze Mehrheitsregierung erhielt. Die de jure weiter bestehende Kronkolonie wurde am 18. April 1980 endgültig in die Unabhängigkeit entlassen.

## Geographie
Der 390.757 km² große ehemalige Staat (1,1-fache Größe Deutschlands) mit 2.156.324 (1951) Einwohnern lag zwischen Nordrhodesien (seit 1964 Sambia) und Südafrika. Zu diesem Land bestand ein gemeinsamer Grenzverlauf mit dem Limpopo.

## Bevölkerung
Die Einwohnerschaft von Südrhodesien bestand aus afrikanischen Ethnien, hauptsächlich Shona und Ndebele sowie Migranten der jüngeren Geschichte.
- 1946: 82.386 Europäer[1]
- 1951: 2.156.324 Einwohner: davon 2.010.000 Schwarze, 136.017 Europäer, 5.964 Coloureds und 4.343 Asiaten[1]
- 1964: 4.207.000 Einwohner: davon 3.970.000 Schwarze, 217.000 Europäer, 20.000 Coloureds und Asiaten.[2]

## Geschichte

### Voreuropäische Geschichte
Um 1100 baute ein Bantu-Volk, das sich auf Erz- und Metallgewinnung verstand, in der um 800 gegründeten Stadt Simbabwe die ersten Steinhäuser. Die schnell wachsende Stadt wurde zum Mittelpunkt des Bantu-Großreiches Monomotapa, das weit in das heutige Mosambik reichte und durch Goldbergwerke zu großer Macht gelangte.
Europäer kamen erst nach David Livingstone (1855) ins Land. Der König der Ndebele erteilte 1888 Cecil Rhodes eine Land-Konzession zur Ausbeutung der Erzvorkommen, worauf sich viele Europäer ansiedelten. Angelehnt an den Namen des Kolonialisten Cecil Rhodes erfolgte die Benennung des Landes.

### Europäische Kolonialherrschaft

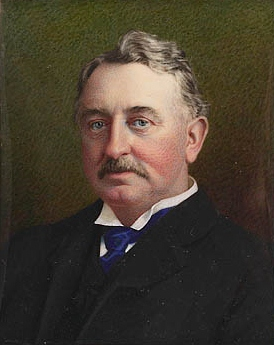
Cecil Rhodes, Gründer der Minengesellschaft De Beers und Namensgeber Rhodesiens

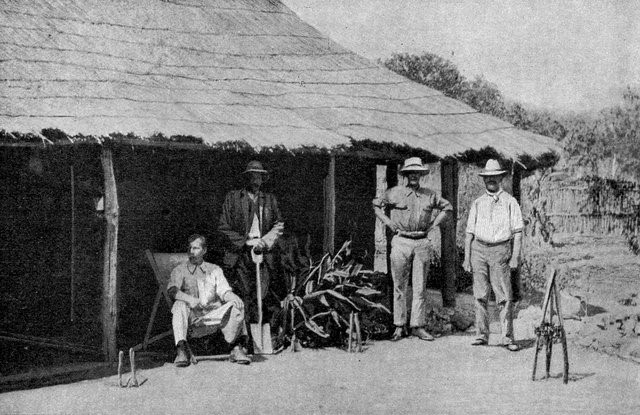
Weiße Siedler in Südrhodesien, 1922

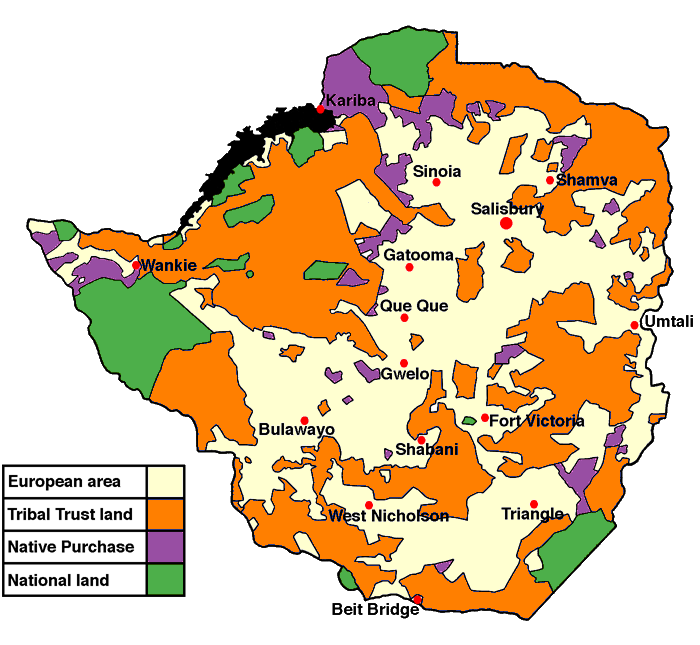
Landverteilung in Südrhodesien im Jahre 1965

Gegen deutsche und portugiesische Ansprüche erklärte Großbritannien 1891 das Land zum Protektorat.
Die erste gesetzgebende Versammlung (Legislative Council) in Südrhodesien entstand 1898. Eine eigene Regierung der Kolonie im Status der Selbstverwaltung wurde dagegen erst 1923 gebildet. In dieser Zeit schuf die britische Politik zur Sicherung „einheimischer Interessen“ ein Recht zur Änderung und des Widerspruchs gegen Gesetzesvorschriften. Dieser Rechtsanspruch wurde jedoch nie ausgeübt. Die Regierung stand unter der Führung der Rhodesia Party, deren Vorsitzende zugleich die Premierminister waren; zunächst Charles Patrick John Coghlan, dann Howard Unwin Moffat und George Mitchell. Im Jahre 1933 ging die Regierungsmacht durch Wahlen auf die Reform Party über, die den Premierminister Godfrey Huggins (Lord Malvern) stellte. Im Jahr darauf spaltete sich diese Partei, Huggins konnte jedoch mit seiner neu gebildeten United Party (Rhodesien) (UP) die Regierungsmacht bei erneuten Wahlen für sich behaupten. Er verblieb bis 1953 an der Spitze der Selbstverwaltungsregierung. Im selben Jahr rückte er zum Federal Prime Minister auf, der die Föderation von Rhodesien und Njassaland regierte. Dadurch kam es auch zum Wechsel an der Parteispitze der United Party, die sich 1957 in United Federal Party (UFP) umbenannte und deren südrhodesischer Teil nach 1963 sich zur Rhodesian National Party (RNP) formierte. Die Funktion des Parteivorsitzenden übernahm 1953 Edgar Whitehead. Premierminister wurden 1953 Garfield Todd und 1958 Edgar Whitehead.
1930 wurde die Kolonie in Siedlungsgebiete für Weiße und Schwarze aufgeteilt, denn Südrhodesien war als Siedlungskolonie vorgesehen. Von 1953 bis 1963 bildete es mit seinem nördlichen Nachbarn und Njassaland (Malawi) die Zentralafrikanische Föderation, die sich aber unter anderem durch den Widerstand des rhodesischen African National Congress (ANC) 1963 auflöste.
Im Gegensatz zu den zwei Nachbarländern verwehrte Großbritannien Südrhodesien 1964 die Unabhängigkeit, da sich die weiße Bevölkerungsgruppe (weniger als 4 %) unter Ian Smith mehrheitlich weigerte, die schwarze Mehrheit an der Regierung zu beteiligen. Die Regierung Smith wies auf den Zusammenbruch der ehemaligen Kolonien hin, in denen die Übertragung politischer Macht an Vertreter der Bantu-Bevölkerung übergangslos erfolgt war.

### Seit der Unabhängigkeitserklärung 1965
Die einseitig am 11. November 1965 durch Premierminister Ian Smith erklärte Unabhängigkeit wurde international mit einem Embargo und anderen Sanktionen bestraft (siehe auch UN-Resolutionen 216 und 217). Zusätzlich begannen auch vom Ausland unterstützte Organisationen mit einem Guerillakrieg gegen die Regierung und Anschlägen gegen Weiße und Schwarze, die mit der Regierung zusammenarbeiteten. Etwa 250.000 Weiße hatten die relative Macht über rund 5 Millionen Schwarze inne. Die UNO beschloss Boykottierungen gegen Südrhodesien, um die Regierung zum Einlenken zu bewegen. Verhandlungen zwischen der Regierung und den Befreiungsbewegungen scheiterten 1976. Um die Guerillakämpfe zu beenden, begann 1976 in Genf die Rhodesien-Konferenz. 1978 erhielten die Schwarzen die Parlamentsmehrheit und stellten den Ministerpräsidenten. Dennoch blieben die Sanktionen bestehen, da die schwarzen Guerillabewegungen ZANU und ZAPU nicht beteiligt wurden.
1979 vereinbarte Regierungschef Ian Smith mit den Befreiungsbewegungen einen Waffenstillstand. Ende 1979 gelang der Konferenz mit dem Lancaster-House-Abkommen ein Durchbruch. Im März 1980 fanden Wahlen unter Beteiligung aller politischen Gruppen statt, welche die ZANU-Partei von Robert Mugabe gewann.
Am 18. April 1980 wurde das unabhängige Simbabwe proklamiert. Mugabe übernahm von seinen Vorgängern ein Land, das wegen seiner hohen landwirtschaftlichen Produktivität als „Kornkammer Afrikas“ bezeichnet wurde und unter anderem wegen einer hohen Alphabetisierungsrate und gut ausgebauter Infrastruktur im Vergleich zu den meisten Nachbarländern relativ gute Bedingungen für eine erfolgreiche weitere Entwicklung aufwies, die in den nachfolgenden Jahren nicht mehr zielstrebig verfolgt wurde.